# Moritz von Dobschütz

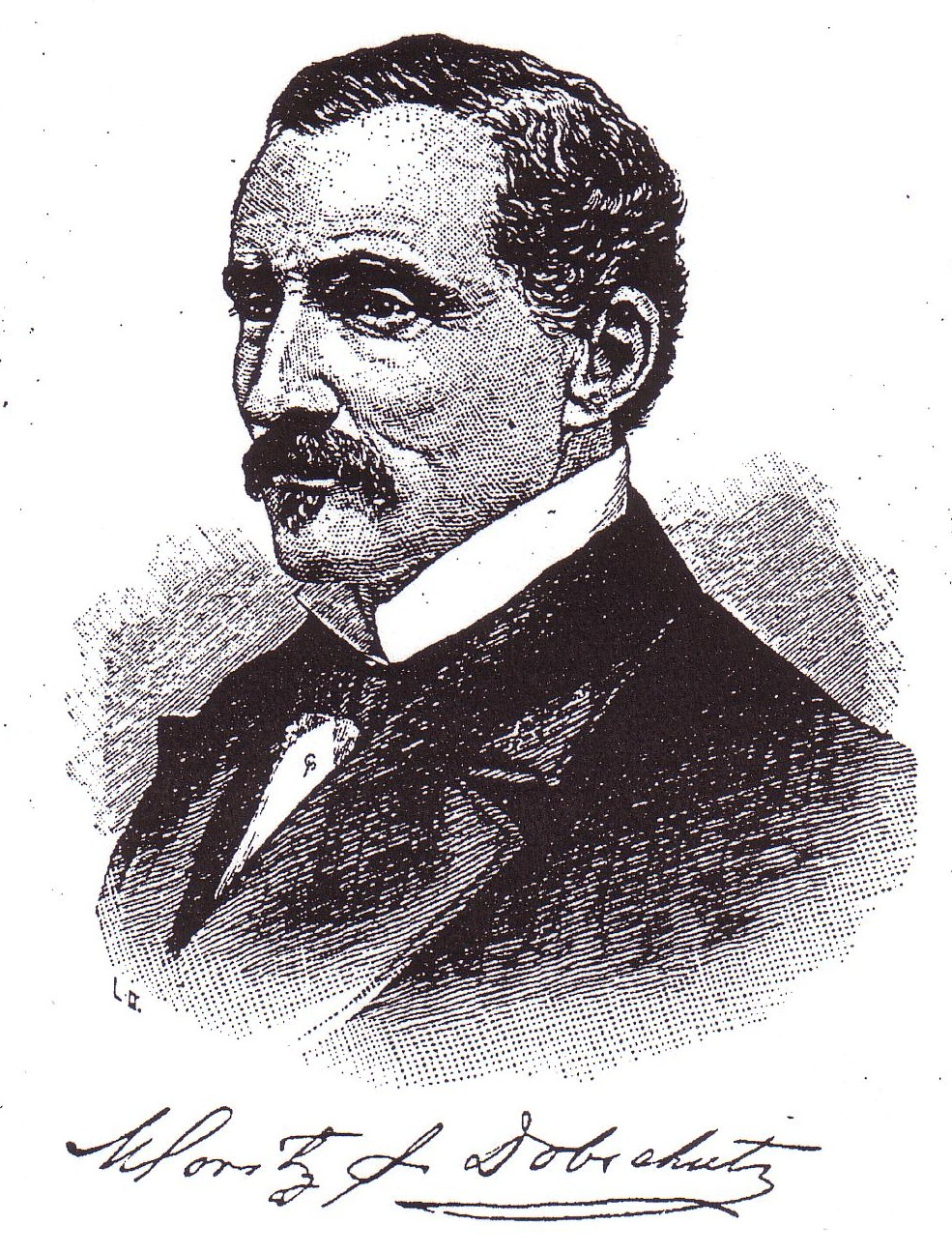
Moritz von Dobschütz (50) im Jahr 1881 (Zeichnung aus „History of St. Clair County“)

Moritz von Dobschütz’ Elternhaus in Rheine (Klosterstraße) im Jahr 2004
(Foto: Franz Winter, Rheine)

Wohnhaus des Moritz J. Dobschutz von 1866
Heute: „Victorian Home Museum“ und Sitz der „St. Clair County Historical Society“ (Foto: J. K. Anna, Belleville)

Moritz Julius von Dobschütz, nannte sich in den USA nur Moritz J. Dobschutz (* 20. März 1831 in Rheine, Westfalen, Deutschland; † 24. Juni 1913 in Belleville, St. Clair County, Illinois) war ein Kaufmann und Unternehmer, der 1856 aus Deutschland in die USA auswanderte und es dort zu Wohlstand und Ansehen brachte. Sein von ihm 1866 erbautes Wohnhaus ist heute das Victorian Home Museum und Sitz der St. Clair County Historical Society.

## Familie

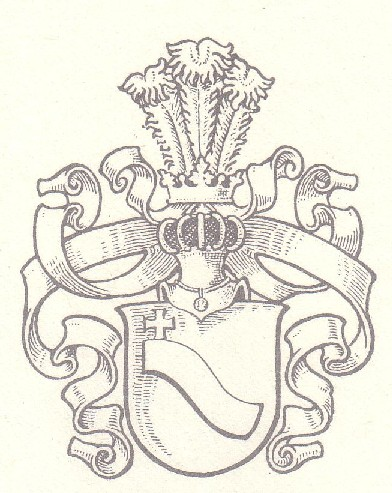
Das Wappen der
Familie von Dobschütz

Dobschütz entstammte einem alten schlesischen Adelsgeschlecht und war der Sohn des königlich preußischen Oberstleutnants August von Dobschütz aus Brieg (Niederschlesien), seit mindestens 1829 Privatier in Rheine, und der Goldschmiedstochter Elisabetha (Lisette) Jörden aus Rheine.
Er heiratete in erster Ehe im Jahr 1858 in Sioux City, Iowa, Nicey Ann Moore (* 3. Juni 1836 im Pitt County, North Carolina; † 1. Juni 1869 in Belleville, Illinois). Aus dieser Ehe stammten sechs Kinder.
In zweiter Ehe heiratete Dobschütz am 15. Juli 1869 in St. Louis, Missouri, Elisa (Louisa) Zimlich (* 28. Juli 1848 in Baltimore, Maryland; † 27. November 1940 in St. Louis), die Tochter deutscher Einwanderer aus Hessen-Darmstadt. Dieser Ehe entstammten neun Kinder.
Sein Großvater war der königlich preußische Generalmajor Carl Moritz Wenzel von Dobschütz (1726–1807) in Oels (Niederschlesien).

## Leben
Dobschütz absolvierte in Rheine eine Kaufmannslehre und wurde schon als 18-Jähriger (1849) bis zum Zeitpunkt seiner Auswanderung (1856) dort als Kaufmann erwähnt. Aus unbekanntem Grund verließ Dobschütz im März 1856 seine Heimat und erreichte im April 1856 den Hafen von New York. Von dort zog er gleich weiter nach Sioux City im Nordwesten des Bundesstaates Iowa.
Sehr bald muss Moritz dort seine spätere (erste) Ehefrau Nicey Ann Moore kennengelernt haben. Gleich nach der Hochzeit (1858) zog das Ehepaar für kurze Zeit nach St. Louis, dann aber noch im selben Jahr weiter nach Belleville im St. Clair County im Südwesten des Staates Illinois. Spätestens in Belleville vereinfachte er seinen Familiennamen und ließ sich nur noch Moritz J. Dobschutz nennen.
Nach seiner Ankunft in dieser von Deutschen beherrschten Stadt fand Dobschutz zunächst eine Anstellung als Arbeiter und Gärtner, arbeitete danach bei Messrs. Brosius & Geiss, Gießerei und Hersteller landwirtschaftlicher Maschinen und Geräte, und lebte in sehr bescheidenen Verhältnissen. Nach drei Jahren (ab 1862) war er freiberuflich für mehrere Firmen als Buchhalter tätig und erledigte auch deren Geldgeschäfte. Bald eröffnete er als Geldmakler die erste Agentur dieser Art in Belleville. Später erweiterte er sein Arbeitsfeld noch um die Tätigkeit als Immobilienmakler. Dank seiner guten Geschäftsverbindungen zu Industrie und Handel und seiner persönlichen Integrität baute er recht schnell ein prosperierendes Geschäft auf, das ihm hohes Ansehen und Respekt in Bellevilles Öffentlichkeit verschaffte.
1870 war Dobschutz im Alter von knapp 40 Jahren und nach nur zwölfjährigem Aufenthalt in Belleville ein erfolgreicher Geschäftsmann und Großgrundbesitzer von 1.200 Hektar.
In einer Laudatio in History of St. Clair County aus dem Jahr 1881, die Dobschutz’ Werdegang beschreibt, heißt es abschließend (aus dem Englischen übersetzt):
„In seinem Leben war er viel zu beschäftigt, um sich groß mit diesem Gedanken <zur Übernahme eines politischen Amtes> zu beschäftigen oder gar politisch Einfluss zu nehmen. Er hat niemals um ein Amt gebeten, noch würde er es zulassen, seinen Namen in diesem Zusammenhang gebrauchen zu lassen. Wenn er zur Wahl geht, wählt er immer die Republikaner. Bei allen seinen Mitmenschen hat Herr Dobschutz den Ruf eines ehrenhaften, aufrechten Bürgers und vertrauenswürdigen Mannes. In all seinen geschäftlichen Beziehungen ist seine Integrität von persönlicher Unehrenhaftigkeit und Schande unbeschmutzt geblieben.“
Drei Monate nach der Hochzeit seiner Tochter Martha mit dem deutschstämmigen Frank Kreitner gründete Dobschutz mit seinem Schwiegersohn 1882 die Belleville Clay Mining and Washing and Pottery Co. mit einem Grundkapital von 50.000 US-$, wobei wohl er allein die Finanzierung garantiert haben dürfte (Quelle: Belleville Weekly Advokat).
Im Jahr 1866 baute er sich und seiner Familie im Zentrum Bellevilles als Zeichen seines Wohlstands ein herrschaftliches Wohnhaus, das heute als Victorian Home Museum zu besichtigen und zugleich Sitz der St. Clair County Historical Society ist (Adresse: 701 East Washington Street). Seine Agentur betrieb er im eigenen Bürogebäude an der East Main Street, in dem auch seine zweite Ehefrau Louisa, die er 1869 nur 6 Wochen nach dem Tod seiner ersten Frau wohl auch aus Gründen der Kinderversorgung so schnell geheiratet hatte, als selbständige Modedesignerin ihr Geschäft führte. Den Lebensabend verbrachte Dobschutz als geachteter Geschäftsmann in seinem neuen Wohnhaus (Adresse: 101 South Church Street), das in den 1990er Jahren einem Parkplatz weichen musste.
Am 24. Juni 1913 starb Dobschutz in Belleville im Alter von 82 Jahren und wurde auf dem Walnut Hill Cemetery begraben, wo auch Theodor Engelmann (1808–1889), Rechtsanwalt und Herausgeber der deutschen Belleville Zeitung, und Gustav Körner (1809–1896), der frühere Vizegouverneur von Illinois, ihre Gräber haben.

## Mitgliedschaften
- Ehrenritter der Bruderschaft „Ancient Order of United Workmen“ in Belleville.